# 운천신봉동
운천·신봉동(雲泉·新鳳洞)은 충청북도 청주시 흥덕구에 있는 행정동으로 운천동, 신봉동 2개의 법정동을 관할한다. 사적 제315호 흥덕사지와 백제유물전시관이 자리잡고 있으며, 흥덕사지는 흥덕구 이름의 유래가 되었다.

## 역사
- 1897년: 충청북도 청주군 서주내면
- 1914년: 충청북도 청주군 사주면 운천리 (운천동), 충청북도 청주군 사주면 신봉리 (신봉동)
- 1937년: 운천리가 사주면에서 청주읍으로 편입
- 1946년: 운천리는 청주읍이 시로 승격되어 충청북도 청주시 운천동으로 승격, 신봉리는 충청북도 청원군 사주면 신봉리로 개칭
- 1963년: 사주면이 청주시로 편입되어 신봉리는 신봉동으로 개칭하고 운천동과 신봉동이 통합하여 충청북도 청주시 운천·신봉동이 됨.
- 1995년: 충청북도 청주시 흥덕구 운천·신봉동